# Didymograptidae
Didymograptidae es una familia extinta de graptolitos. Pertenecía al orden Graptoloidea.

## Géneros
Lista de géneros de Maletz (2014):
- †Aulograptus Skevington, 1965
- †Baltograptus Maletz, 1994
- †Cladograpsus Geinitz, 1852
- †Cymatograptus Jaanusson, 1965
- †Didymograpsus M’Coy, 1851 in Sedgwick & M’Coy (1851)
- †Expansograptus Bouček & Přibyl, 1951
- †Janograptus Tullberg, 1880
- †Jenkinsograptus Gutiérrez-Marco, 1986
- †Parazygograptus Kozłowski, 1954
- †Trigonograpsus Nicholson, 1869